# O Tempo não Para
O Tempo não Para (título en español: El Tiempo no Para) es una telenovela brasileña producida y emitida por Rede Globo desde el 31 de julio de 2018, substituyendo Deus Salve o Rei, hasta el 28 de enero de 2019, siendo sustituida por Verão 90. Fue la 92.ª novela de las siete de la emisora. Creada y escrita por Mario Teixeira, contó con la colaboración de Sérgio Marques y Tarcísio Lara Puiati. También contó con la dirección de Adriano Melo, Bruno Martins, Felipe Louzada y Marcelo Travesso, y dirección artística de Leonardo Nogueira. 
Protagonizada por Juliana Paiva y Nicolas Prattes, coprotagonizada por Edson Celulari, Rosi Campos y Christiane Torloni, con participaciones antagónicas de Cléo Pires, Eva Wilma, Regiane Alves, Luís Fernando Guimarães, João Baldasserini, Wagner Santiteban y Adriane Galisteu.

## Sinopsis
La trama comienza en 1886 y presenta a la familia Sabino Machado, residente en São Paulo y propietaria de varios terrenos para exploración de oro y minerales, además de inversiones en telefonía. Todos abordan uno de los barcos más seguros de la época, el Albatros, rumbo a Europa. Don Sabino (Edson Celulari) planea el viaje para visitar el astillero que compró en Inglaterra y mantener a su hija Marocas (Juliana Paiva) alejada de las habladurías de la ciudad, luego de que ella se negara a una boda en el altar. El viaje toma un desvío para una breve visita a la Patagonia, cuando el barco choca contra un iceberg.[8]
El barco se hunde y, debido a la baja temperatura del agua, la mayoría de los pasajeros acaban helados. Trece personas a bordo congelan: la familia Sabino Machado, compuesta por Don Sabino, doña Agustina, Marocas y las mellizas Nico y Kiki, además de las esclavas Damásia, Cairu, Cesária, Menelau y Cecílio, el contador Teófilo, la institutriz Miss Celine y el joven Bento, así como el perro fox terrier de la familia, Pirata.
En 2018, 132 años después del hundimiento, un gran bloque de hielo se acerca a la playa de Guarujá, en São Paulo. Samuca (Nicolas Prattes), un joven empresario comprometido con causas sociales, propietario del holding SamVita y Fundación Vita —enfocada en el reciclaje— navega y es el primero en ver el bloque, que está a más de tres mil kilómetros del lugar del accidente. Pronto queda fascinado por el rostro helado de Marocas. Una fisura amenaza con romper el bloque y Samuca, en una reacción para salvar a Marocas, agarra el trozo de bloque en el que se encuentra y son arrastrados por la corriente hasta el fondo. Luego llegan a la ficticia Isla Roja. Recolectados con la ayuda de las autoridades, los congelados restantes son llevados a Criotec, un laboratorio especializado en criogenia. La llegada del iceberg pronto genera curiosidad y conmoción nacional y, poco a poco, cada uno de los congelados despertará a su manera, donde deberá enfrentar la nueva realidad contemporánea.

## Elenco
| Actor/Actriz              | Personaje                                      |
| ------------------------- | ---------------------------------------------- |
| Juliana Paiva             | Maria Marcolina Sabino Machado (Marocas)       |
| Nicolas Prattes           | Samuel Tercena de Faria (Samuca)               |
| Edson Celulari            | Teotonio Augusto Sabino Machado (Don Sabino)   |
| Christiane Torloni        | Carmen Tercena                                 |
| Rosi Campos               | Agustina Machado                               |
| Cléo Pires                | Betina Carvajal                                |
| Carol Castro              | Comandante Waleska Tibério Soto (Wal)          |
| Regiane Alves             | Maria Carla Borelli                            |
| João Baldasserini         | Emilio Inglés de Souza / Lucio Inglés de Souza |
| Eva Wilma                 | Dra. Petra Vaisánen                            |
| Adriane Galisteu          | Zelda Larocque                                 |
| Felipe Simas              | Remo Villegas                                  |
| Milton Gonçalves          | Eliseo Emerienciano                            |
| Luiz Fernando Guimarães   | Amadeo Baroni                                  |
| Marcos Pasquim            | Mariano de Sá                                  |
| Alexandra Richter         | Monalisa de Sá                                 |
| Solange Couto             | Albina Tibério Soto (Coronela)                 |
| Raphael Viana             | Capitán Mateo Gonzaga                          |
| Rafaela Mandelli          | Dra. Helen Acevedo                             |
| Bruno Montaleone          | Francisco Bento de Castro Domínguez (Bento)    |
| Wagner Santisteban        | Pedro Paredes                                  |
| Kiko Mascarenhas          | Teófilo Magalhães Quaresma                     |
| Rui Ricardo Dias          | Adán Emerenciano da Silva (Barón)              |
| Juliana Alves             | Maria José Pires (Mazé)                        |
| Micael Borges             | Laércio Batista Emerenciano (Lalá)             |
| Talita Younan             | Vera Lucía Ribero                              |
| Carol Macedo              | Paulina Emerinciano da Silva                   |
| Bia Montez                | Januza Araújo                                  |
| Cyria Coentro             | Marciana da Cruz                               |
| Fhelipe Gomes             | Lucas Ribero                                   |
| Olívia Araújo             | Cesarea Matos                                  |
| Cris Vianna               | Cairu Sabino Machado                           |
| Aline Dias                | Damásia Sabino Machado                         |
| Lucy Ramos                | Wanda Lorde                                    |
| David Junior              | Menelao Sabino Machado                         |
| Maicon Rodrigues          | Cecilio Sabino Machado                         |
| Malu Falangola            | Natalia Figueroa (Nati)                        |
| Ricardo Duque             | Florencio                                      |
| João Fernandes            | Júbilo                                         |
| Cláudio Mendes            | Herberto Douglas                               |
| Beatriz Campos            | Agnes Sampaio                                  |
| Max Lima                  | Omar Pires Ferrão                              |
| Maria Eduarda de Carvalho | Celine Elizabeth Fielding (Miss Celine)        |
| Raphaela Alvitos          | Maria Nicolina Sabino Machado (Nico)           |
| Natália Rodrigues         | Maria Quitéria Sabino Machado (Kiki)           |
| Pedro Baião               | Rafael Saavedra (Rafa)                         |
| Perro Fox terrier         | Pirata                                         |
| Alexandre Barros          | Padre Luis                                     |
| Rafaela Mandelli          | Dra. Helen Acevedo                             |
| Nelson Freitas            | Livaldo Tácito de Faria (Lilico)               |
| Bruce Brandão             | Maciel                                         |
| Adriana Prado             | Delegada Julia Amaralina                       |
| Joana Seibel              | Mrs. Calahan                                   |
| Nathalia Serra            | Elsa                                           |
| Sérgio Menezes            | Dr. Tales Gentil                               |
| Lourinelson Vladimir      | Rodney                                         |
| Thiago Justino            | Cándido da Fonseca Galvão (Don Obá de África)  |
| Jéssica Cores             | Idalina                                        |
| Paulo Giardini            | Almirante Fidelio                              |
| Cláudio Cinti             | Detective Silas                                |
| Cássio Pandolfi           | Juez                                           |
| Gustavo Trestini          | Delegado (1886)                                |

## Producción
Las grabaciones del primer capítulo se realizaron en los Estúdios Globo y en la playa de Pernambuco, en Guarujá, requiriendo varios recursos para las grabaciones. Para el bloque de hielo que apareció en la costa de São Paulo se utilizaron chroma-key y efectos reales, siendo hecho de una especie de silicona, que sería el iceberg. Los primeros planos fueron grabados en una piscina, dentro de los estudios Globo. En la playa había un equipo muy numeroso, formado por siete cámaras, tres helicópteros, cuatro lanchas, cuatro motos de agua. Todo esto en torno a una balsa y boyas que iban rastreando. Las escenas del hundimiento del Albatros se filmaron en gran parte en los estudios. El exterior de la embarcación se modeló en 3D, mientras se montaban los decorados. El área de la sala de máquinas, por ejemplo, tiene 24 metros cuadrados y fue construida dentro de un tanque lleno de 90 litros de agua, listo para ser inundado en el escenario donde el Albatros choca con el inmenso bloque de hielo. El proceso de inundación duró unos 20 segundos.

### Elección de reparto
Klebber Toledo fue el primer nombre que se pensó para interpretar al protagonista Samuel, pero sus compromisos con la serie Ilha de Ferro hicieron que el actor abandonara la trama y en su lugar se reasignara a Nicolás Prattes, que hasta entonces estaba en el reparto de Verão 90. Christiane Torloni, que también haría Verão 90, fue otra incorporación. Monica Iozzi fue invitada a interpretar a Zelda, pero prefirió participar en la teleserie A Dona do Pedaço, siendo reemplazada por Adriane Galisteu, marcando su regreso a las telenovelas, cuyo último papel fue en la producción de SBT, Fascinação, en 1998, y siendo el primer trabajo de la actriz en Rede Globo, después de años como presentadora de televisión.
La producción incluye el debut de Pedro Baião, actor con Síndrome de Down, interpretando a Rafael Saavedra, empleado de SamVita. Su participación y desempeño recibió buena acogida por parte de la audiencia.

## Recepción

### Audiencia
El primer capítulo registró un promedio de 32 puntos en el Gran São Paulo, siendo esta la audiencia más alta de toda la telenovela. Fue el mejor debut en el horario de las 19 horas desde Cheias de Charme, en 2012, que anotó 35 puntos en el primer capítulo. En Río de Janeiro, la trama obtuvo 34 puntos de promedio en su estreno, con un 49% de participación, la cifra más alta desde 2010. Su segundo capítulo mantuvo prácticamente la misma audiencia, anotando 31 puntos en el Gran São Paulo, manteniendo un buen resultado, considerando que el miércoles la telenovela arranca antes por los partidos de fútbol. La trama obtuvo en su primera semana 29 puntos de promedio en el Gran São Paulo, siendo el mejor índice en la primera semana de una telenovela de 19h desde Beleza Pura, en 2008, que obtuvo 30 puntos de promedio en los primeros siete días. En Río de Janeiro promedió 31 puntos en la primera semana.
A partir de su tercer mes, sin embargo, la telenovela comenzó a descender sucesivamente en su promedio de audiencia y comenzó a fluctuar entre 21 y 23 puntos, manteniendo promedios inferiores a producciones anteriores en el horario de las 19 h. Su peor desempeño se registró el 31 de diciembre de 2018, cuando anotó 14 puntos en el Gran São Paulo. La falta de conflictos relevantes y el agotamiento de la historia de los descongelados al adaptarse a la actualidad -considerada demasiado rápida- fueron los principales factores señalados como negativos por el público y por los periodistas especializados. Además, la trama fue fuertemente criticada por centrarse solo en el núcleo principal, mientras que los demás personajes terminaron sin función, siendo considerados por la crítica como "extras de lujo". El autor de la telenovela, Mário Teixeira, atribuyó la caída de audiencia a los horarios políticos.
El penúltimo capítulo anotó 19 puntos en el Gran São Paulo, siendo el peor promedio de la historia en el penúltimo capítulo de una telenovela de las 19 horas. El último capítulo obtuvo 25 puntos, lo que representa una caída de 9 puntos con respecto a su antecesor, Deus Salve o Rei, que obtuvo 34 puntos, y se convirtió en la segunda peor audiencia en el capítulo final de una telenovela de las 19 horas, superada solo por Geração Brasil, que anotó 22 puntos, considerado el mayor fracaso de la hora. La trama terminó con un promedio general de 24 puntos, el peor en cinco años desde I Love Paraisópolis, curiosamente del mismo autor.

### Premios y nominaciones
| Año  | Premio                    | Categoría               | Indicado        | Resultado | Ref.          |
| ---- | ------------------------- | ----------------------- | --------------- | --------- | ------------- |
| 2018 | Troféu APCA               | Dramaturgia             | Mário Teixeira  | Nominado  | [ 17 ] [ 18 ] |
| 2018 | Troféu APCA               | Mejor actor             | Edson Celulari  | Nominado  | [ 17 ] [ 18 ] |
| 2018 | Prêmio Extra de Televisão | Mejor novela            | Mário Teixeira  | Nominado  | [ 19 ]        |
| 2018 | Prêmio Extra de Televisão | Mejor actriz            | Juliana Paiva   | Nominada  | [ 19 ]        |
| 2018 | Prêmio Extra de Televisão | Mejor actor             | Edson Celulari  | Nominado  | [ 19 ]        |
| 2018 | Prêmio Extra de Televisão | Mejor actriz de reparto | Rosi Campos     | Nominada  | [ 19 ]        |
| 2019 | Troféu Imprensa           | Mejor actor             | Nicolas Prattes | Nominado  |               |
| 2019 | Troféu Internet           | Mejor novela            | Mário Teixeira  | Nominado  |               |
| 2019 | Troféu Internet           | Mejor actor             | Edson Celulari  | Nominado  |               |
| 2019 | Troféu Internet           | Mejor actor             | Nicolas Prattes | Ganador   |               |

## Música

### Banda sonora
La banda sonora oficial de la telenovela fue lanzada el 24 de agosto de 2018 en formato de descarga digital y CD por la discográfica Som Livre. La portada presenta a los protagonistas Nicolás Prattes y Juliana Paiva, caracterizados como "Samuca" y "Marocas".
- La lista de temas es la siguiente:

| O Tempo Não Para (Trilha Sonora da Novela) |                                                                 |                                      |          |  |
| N.º                                        | Título                                                          | Artista                              | Duración |  |
| 1.                                         | «Eu Nasci Há 10 Mil Anos Atrás»                                 | Ivete Sangalo                        | 4:06     |  |
| 2.                                         | «O Tempo Não Para»                                              | Elza Soares                          | 4:16     |  |
| 3.                                         | «Me Sinto Ótima»                                                | Banda do Mar                         | 3:50     |  |
| 4.                                         | «Mulher Feita»                                                  | Projota                              | 3:13     |  |
| 5.                                         | «Impossível Acreditar Que Perdi Você»                           | Vanessa da Mata                      | 2:26     |  |
| 6.                                         | «Baby, Eu Queria»                                               | Marcella Fogaça e Nando Reis         | 3:01     |  |
| 7.                                         | «Raindrops Keep Fallin' on My Head»                             | Dan Torres                           | 2:37     |  |
| 8.                                         | «You Sexy Thing»                                                | Hot Chocolate                        | 4:04     |  |
| 9.                                         | «No Excuses»                                                    | Meghan Trainor                       | 2:32     |  |
| 10.                                        | «25 Reasons»                                                    | Louis Berry                          | 3:25     |  |
| 11.                                        | «It's the End of the World as We Know It (And I Feel Fine)»     | R.E.M.                               | 4:06     |  |
| 12.                                        | «Paradise»                                                      | George Ezra                          | 3:42     |  |
| 13.                                        | «Totalmente Tchá Tchá Tchá»                                     | Silvia Machete                       | 3:49     |  |
| 14.                                        | «Hanging Loose»                                                 | Ina Forsman                          | 3:18     |  |
| 15.                                        | «Tu Veux ou Tu Veux Pas (Nem Vem Que não Tem) (con Mart'nália)» | Valerie Lu                           | 3:33     |  |
| 16.                                        | «Desde Que o Samba É Samba»                                     | Diogo Nogueira y Hamilton de Holanda | 4:17     |  |
| 17.                                        | «Se Você Pensa»                                                 | Simone Mazzer y Cotonete             | 3:59     |  |
| 59:04                                      |                                                                 |                                      |          |  |

### Instrumental
La banda sonora instrumental de la telenovela fue compuesta por Nani Palmeira y Rafael Langoni Smith. La portada del álbum presenta el logo de la telenovela. Son 42 temas en total, que representan a los personajes de Marocas, Samuca, Don Sabino, Doña Agustina, Coronela, Teófilo, Betina, Amadeo, entre otros.
- La lista de temas es la siguiente:

| O Tempo Não Para: Música Original de Nani Palmeira e Rafael Langoni Smith |                                       |                                     |          |  |
| N.º                                                                       | Título                                | Artista                             | Duración |  |
| 1.                                                                        | «Marocas Curiosa»                     | Nani Palmeira, Rafael Langoni Smith | 1:47     |  |
| 2.                                                                        | «Samuca e Marocas»                    | Nani Palmeira, Rafael Langoni Smith | 2:40     |  |
| 3.                                                                        | «O Albatroz»                          | Nani Palmeira, Rafael Langoni Smith | 3:10     |  |
| 4.                                                                        | «Marocas Apaixonada»                  | Nani Palmeira, Rafael Langoni Smith | 3:40     |  |
| 5.                                                                        | «Estranhas Maravilhas»                | Nani Palmeira, Rafael Langoni Smith | 1:31     |  |
| 6.                                                                        | «Vida Após o Gelo»                    | Nani Palmeira, Rafael Langoni Smith | 3:27     |  |
| 7.                                                                        | «Samuca e Marocas Romace»             | Nani Palmeira, Rafael Langoni Smith | 3:12     |  |
| 8.                                                                        | «Sabininhas»                          | Nani Palmeira, Rafael Langoni Smith | 1:26     |  |
| 9.                                                                        | «Emílio»                              | Nani Palmeira, Rafael Langoni Smith | 2:25     |  |
| 10.                                                                       | «Petra»                               | Nani Palmeira, Rafael Langoni Smith | 2:14     |  |
| 11.                                                                       | «Dom Sabino»                          | Nani Palmeira, Rafael Langoni Smith | 1:33     |  |
| 12.                                                                       | «O Morto de Mentirinha»               | Nani Palmeira, Rafael Langoni Smith | 1:35     |  |
| 13.                                                                       | «Dona Agustina (con Daiana Mazza)»    | Nani Palmeira, Rafael Langoni Smith | 2:03     |  |
| 14.                                                                       | «Teófilo»                             | Nani Palmeira, Rafael Langoni Smith | 1:48     |  |
| 15.                                                                       | «Dom Sabino Fulo»                     | Nani Palmeira, Rafael Langoni Smith | 1:06     |  |
| 16.                                                                       | «Dom Sabino Rock Out 1»               | Nani Palmeira, Rafael Langoni Smith | 1:10     |  |
| 17.                                                                       | «Emílio Perigoso»                     | Nani Palmeira, Rafael Langoni Smith | 2:25     |  |
| 18.                                                                       | «Resgate em Alto Mar»                 | Nani Palmeira, Rafael Langoni Smith | 1:39     |  |
| 19.                                                                       | «Posse do Barão»                      | Nani Palmeira, Rafael Langoni Smith | 2:14     |  |
| 20.                                                                       | «Coronela Funk 1»                     | Nani Palmeira, Rafael Langoni Smith | 2:04     |  |
| 21.                                                                       | «Vera Lúcia»                          | Nani Palmeira, Rafael Langoni Smith | 1:54     |  |
| 22.                                                                       | «Tickle You Elmo»                     | Nani Palmeira, Rafael Langoni Smith | 1:36     |  |
| 23.                                                                       | «Pedro Parede»                        | Nani Palmeira, Rafael Langoni Smith | 1:48     |  |
| 24.                                                                       | «Coronela Funk 2»                     | Nani Palmeira, Rafael Langoni Smith | 1:44     |  |
| 25.                                                                       | «Lalá Intriga»                        | Nani Palmeira, Rafael Langoni Smith | 1:58     |  |
| 26.                                                                       | «Amadeu Baroni»                       | Nani Palmeira, Rafael Langoni Smith | 2:35     |  |
| 27.                                                                       | «Betina Bass»                         | Nani Palmeira, Rafael Langoni Smith | 2:18     |  |
| 28.                                                                       | «Betina Apronta»                      | Nani Palmeira, Rafael Langoni Smith | 1:56     |  |
| 29.                                                                       | «Betina Movida»                       | Nani Palmeira, Rafael Langoni Smith | 2:11     |  |
| 30.                                                                       | «Samuca»                              | Nani Palmeira, Rafael Langoni Smith | 2:43     |  |
| 31.                                                                       | «Samuca 2»                            | Nani Palmeira, Rafael Langoni Smith | 2:10     |  |
| 32.                                                                       | «Lalá»                                | Nani Palmeira, Rafael Langoni Smith | 1:37     |  |
| 33.                                                                       | «Sol na Freguesia (com Daiana Mazza)» | Nani Palmeira, Rafael Langoni Smith | 2:02     |  |
| 34.                                                                       | «Reaprendendo»                        | Nani Palmeira, Rafael Langoni Smith | 2:31     |  |
| 35.                                                                       | «Ice Sprach Zarathustra»              | Nani Palmeira, Rafael Langoni Smith | 3:04     |  |
| 36.                                                                       | «Marocas Doce»                        | Nani Palmeira, Rafael Langoni Smith | 3:02     |  |
| 37.                                                                       | «Criotec»                             | Nani Palmeira, Rafael Langoni Smith | 2:22     |  |
| 38.                                                                       | «Amor Filial»                         | Nani Palmeira, Rafael Langoni Smith | 3:36     |  |
| 39.                                                                       | «Damásia»                             | Nani Palmeira, Rafael Langoni Smith | 1:26     |  |
| 40.                                                                       | «Dom Sabino, É Uma Cilada»            | Nani Palmeira, Rafael Langoni Smith | 2:14     |  |
| 41.                                                                       | «Amadeu Tilt»                         | Nani Palmeira, Rafael Langoni Smith | 2:53     |  |
| 42.                                                                       | «Amadeu Um Fora»                      | Nani Palmeira, Rafael Langoni Smith | 1:16     |  |
| 1:32:00                                                                   |                                       |                                     |          |  |

### Otras canciones
La telenovela también contó con las siguientes canciones (no incluidas dentro de la banda sonora oficial):
- "Envolvidão", Zeca Baleiro
- "O Bagulho Fica Doido", Nego do Borel
- "Naked", James Arthur
- "Victim of Love", Charles Bradley
- "Ice Ice Baby", Vanilla Ice
- "Morning Light", Justin Timberlake con participación de Alicia Keys
- "Jogando Sujo", Ludmilla
- "Donde (Remix)", Erika Ender y Gente de Zona
- "One Truth", Deborah Blando
- "Ta Tum Tum", MC Kevinho con participación de Simone & Simaria
- "Fall in Line", Christina Aguilera con participación de Demi Lovato